# Lista de bebidas da Índia

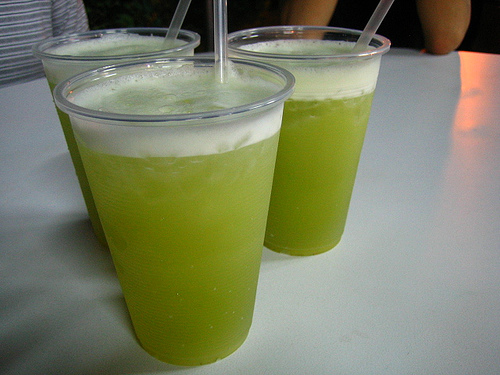
Caldo de cana

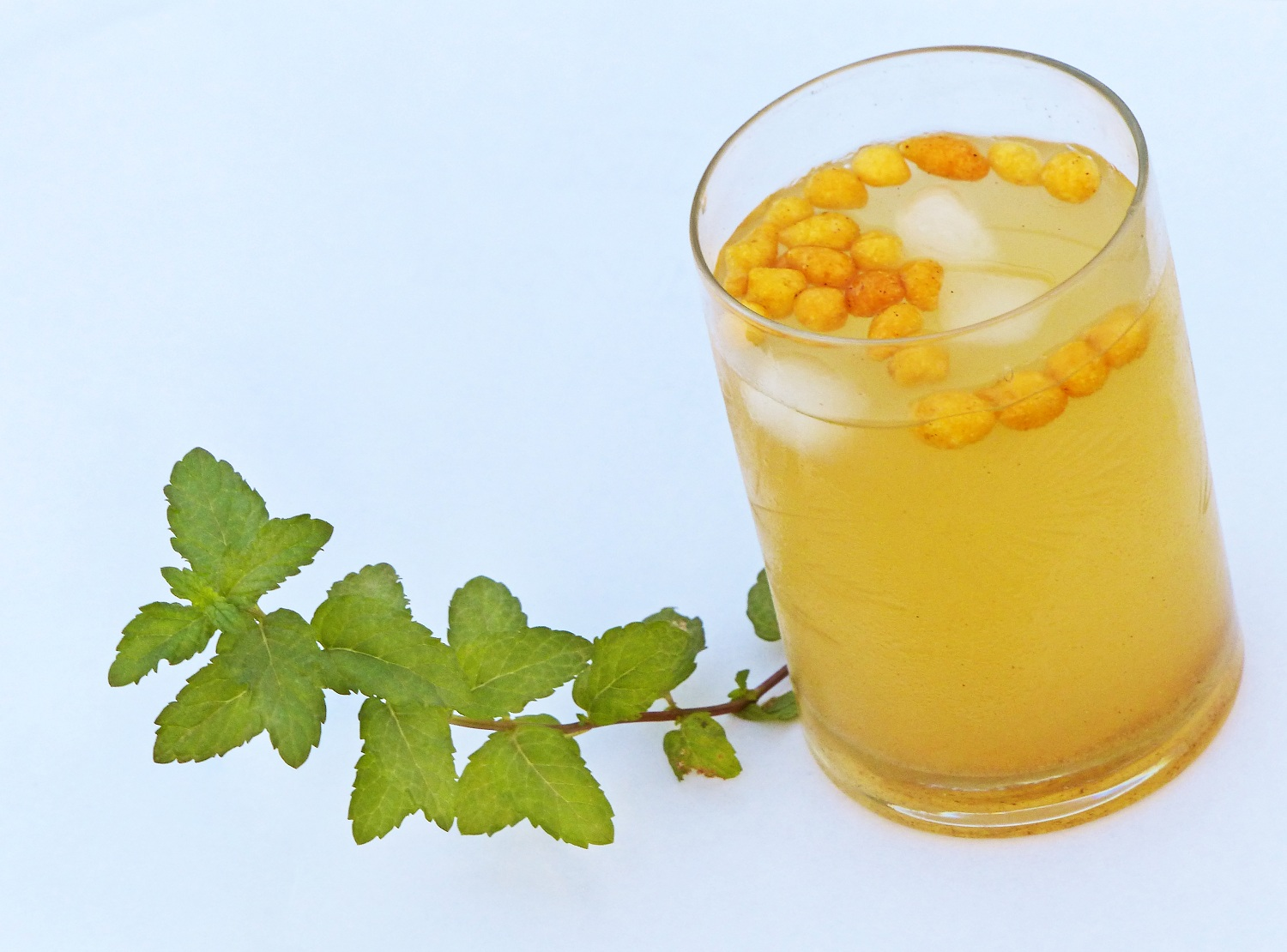
Jal-jeera

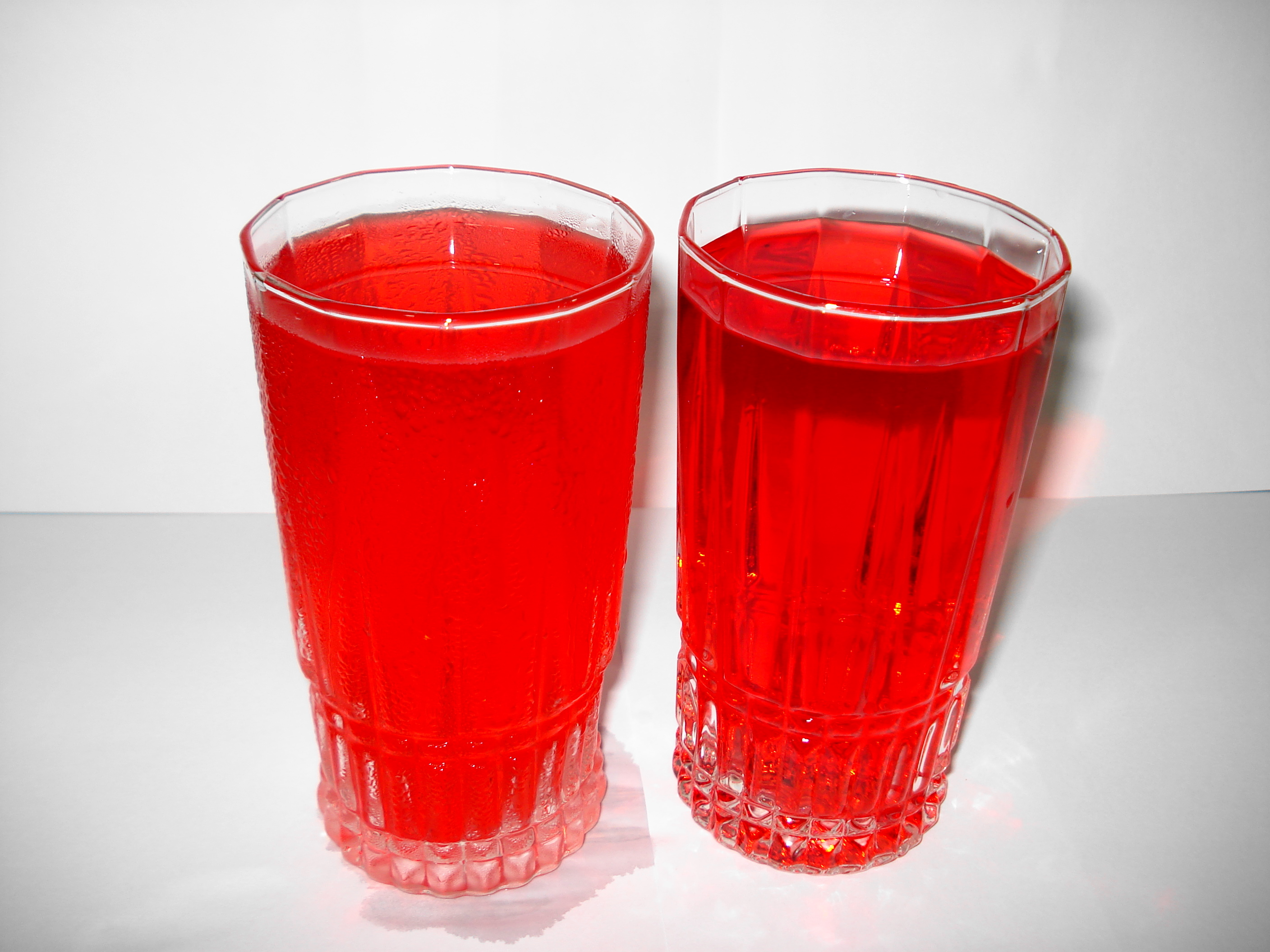
Rooh Afza sharbat

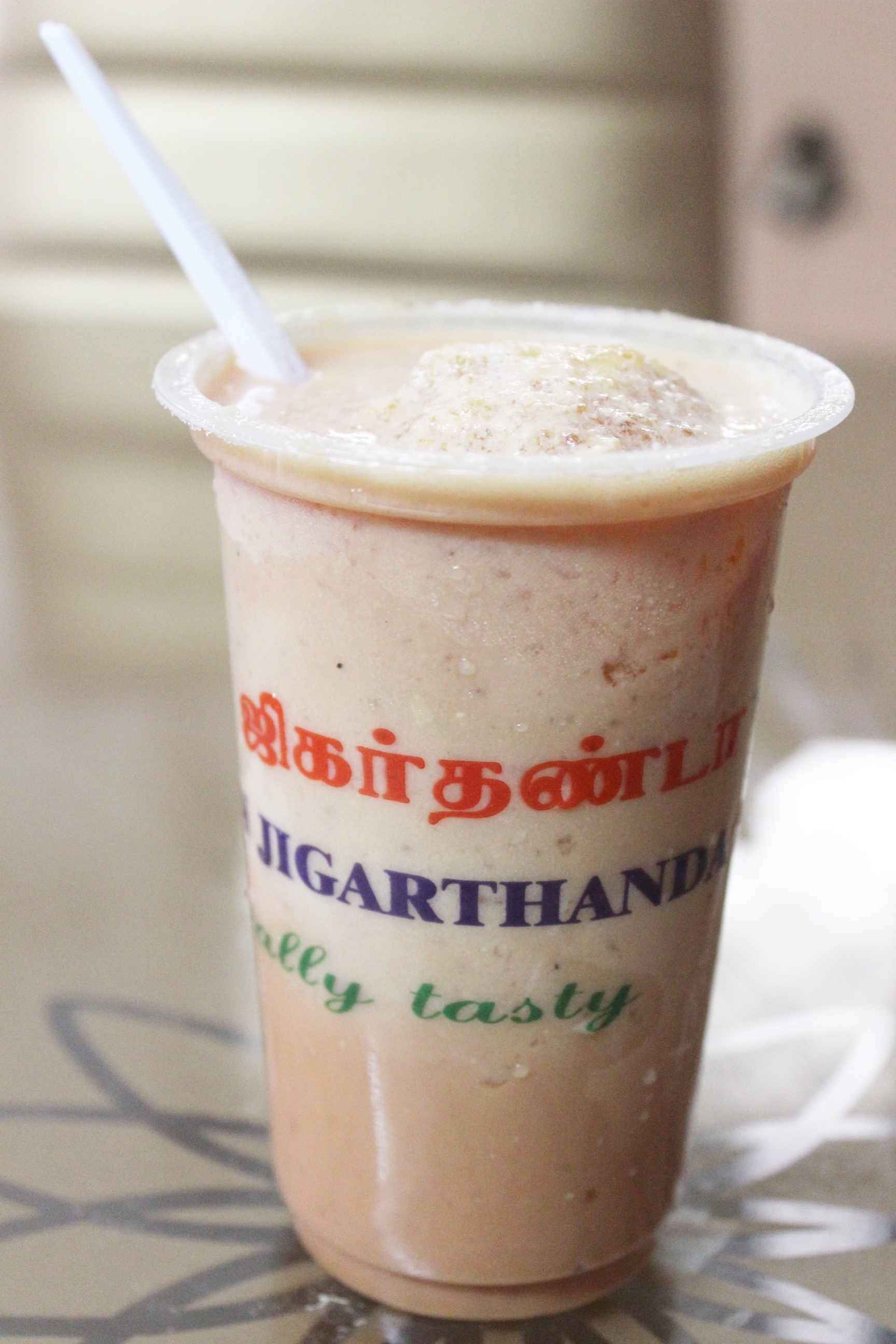
Jigarthanda

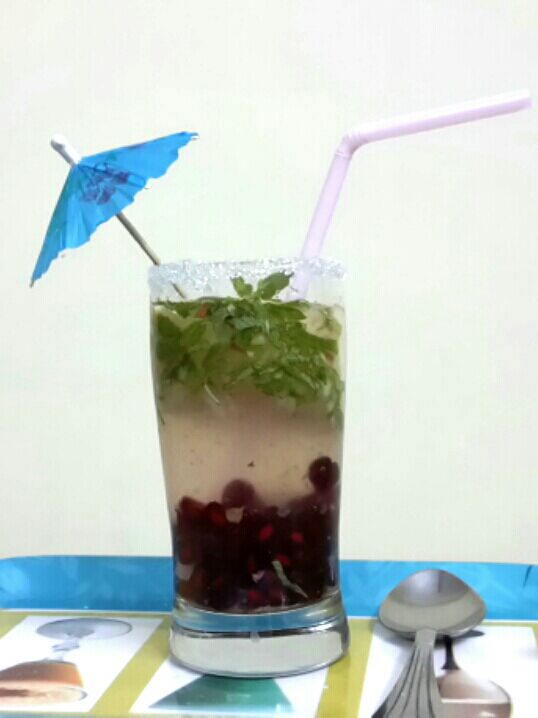
Shikanjvi

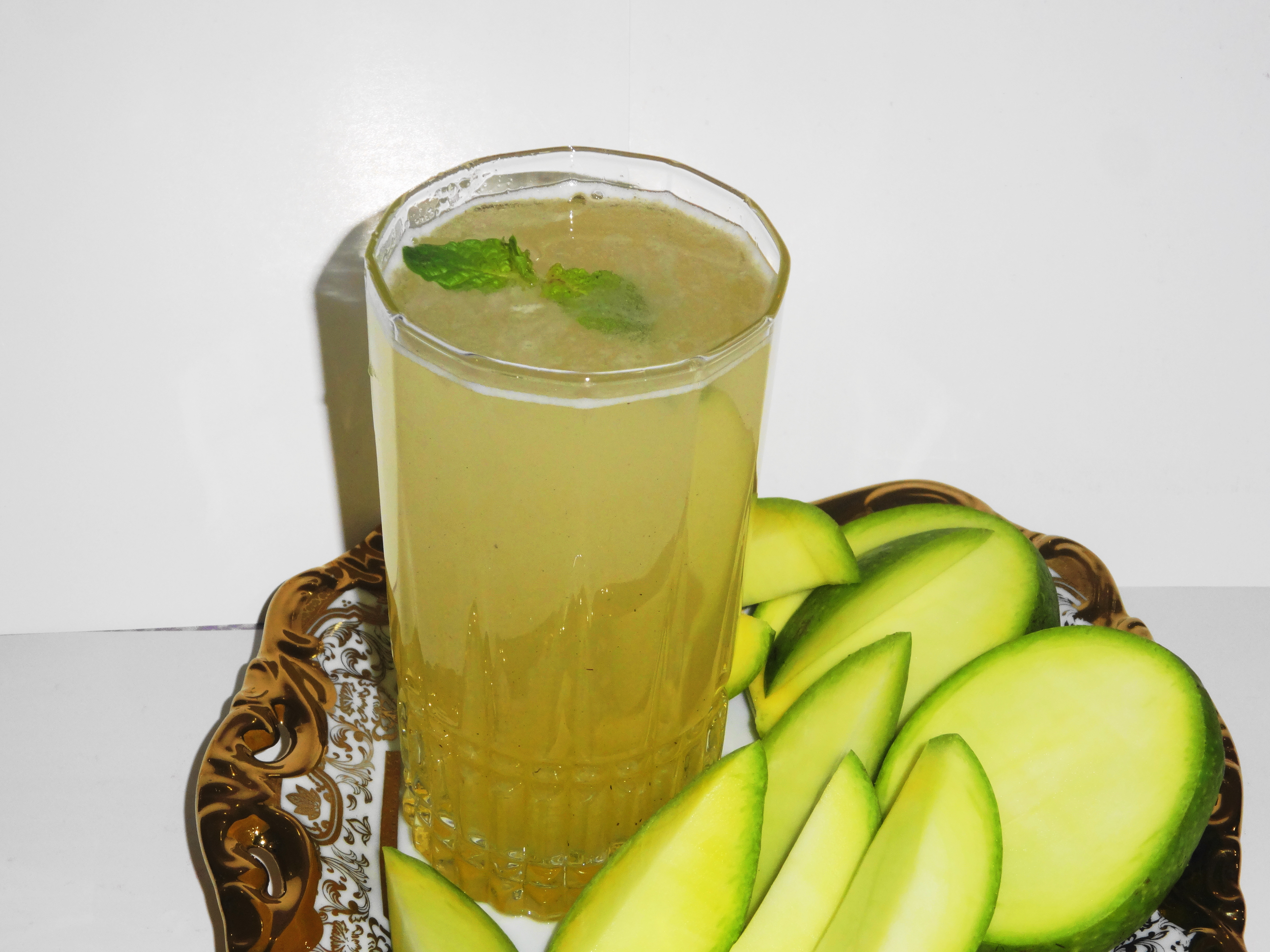
Aam panna

Com uma variedade de climas extremos como o da Índia, as pessoas precisam de uma infinidade de opções para saciar a sede adequadamente de acordo com as condições climáticas, desde bebidas quentes no inverno a bebidas geladas no verão. Diferentes regiões do país servem bebidas feitas com vários ingredientes, como especiarias, sabores e ervas locais. Disponíveis nas ruas e também nos cardápios de hotéis finos, essas bebidas complementam a saborosa culinária da Índia.

## Estatísticas de consumo por tipo de bebida
Este é o total do consumo de bebidas per capita por ano na Índia em 2021 por tipo, fora água e sucos.
| Tipo de bebida   | Consumo per capita (litro) |
| ---------------- | -------------------------- |
| Bebidas quentes  | 70                         |
| Bebidas lácteas  | 34                         |
| Refrigerantes    | 20                         |
| Água engarrafada | 6                          |
| Bebida alcoólica | 4                          |
| Total            | 134                        |

## Bebidas variadas
- Aam panna - feito de manga crua
- Aamras
- Bael sharbat
- Banta soda, um tipo de limonada carbonatada vendida em garrafa de pescoço de bacalhau
- Buransh - feito de flores de rododendro com consistência gelatinosa, Uttarakhand
- Ela neeru / karikku - água de coco macia
- Suco de frutas
- Gaajar ka doodh - feito de cenoura ralada e leite adoçado
- Ganne ka ras ou caldo de cana
- Gud-nimbu sharbat - feito de limão e açúcar mascavo
- Jal-jeera
- Jigarthanda, famosa em Madurai
- Kahwah é bebida comum em regiões frias de Jammu e Caxemira[2]
- Kala Khatta
- Kanji
- Kesar Kasturi
- Bebida Khas Khas - louca de sementes de papoula
- Khus sharbat - feito de xarope de vetiver
- Kokum sharbat
- Kulukki sharbat - um tipo de limonada agitada
- Liyo
- Limonada
- Nannaari (Sarsaparilla) sharbat – bebida à base de limão, Tâmil Nadu
- Nariyal Pani (água de coco)
- Neera
- Ookali - uma bebida quente feita com sementes de coentro ferventes, Índia Ocidental
- Panakam - bebida feita de açúcar mascavo e suco de limão, tradicionalmente servida no Rama Navami.
- Paneer soda, um tipo de limonada carbonatada misturada com essência de rosa e vendida em garrafa com gola de bacalhau, sendo uma variação do refrigerante Banta
- Phalsa sharbat - feito de Grewia asiatica
- Pudina sharbat - feito de hortelã
- Ramula - uma bebida feita de batata-doce
- Rasna, um concentrado de refrigerante
- Rooh Afza, uma bebida concentrada
- Sakar-loung Pani – feito de açúcar de rocha e cravo; famoso em Gujarat, no Rajastão
- Sattu paani – famoso no norte da Índia
- Saunf paani, de Gujarat
- Sharbat – bebida que tem muitas variantes
- Shikanjvi - limonada tradicional, muitas vezes levemente picante
- Solkadhi
- Água de Sugandha
- Tnkaw Toraaṇi - uma bebida à base de arroz de Odisha

## Bebidas lácteas

### Leite aromatizado

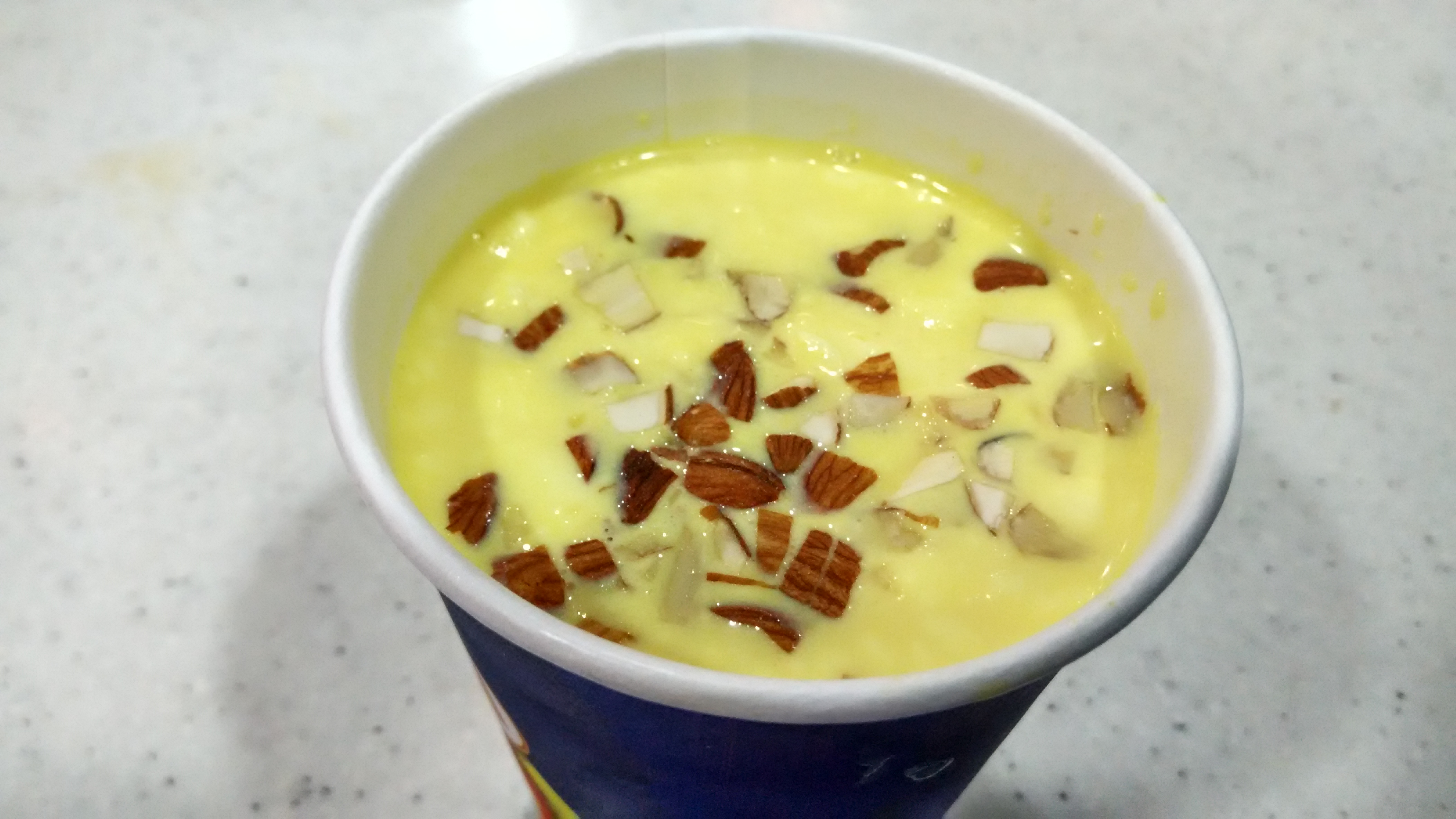
Leite Badam

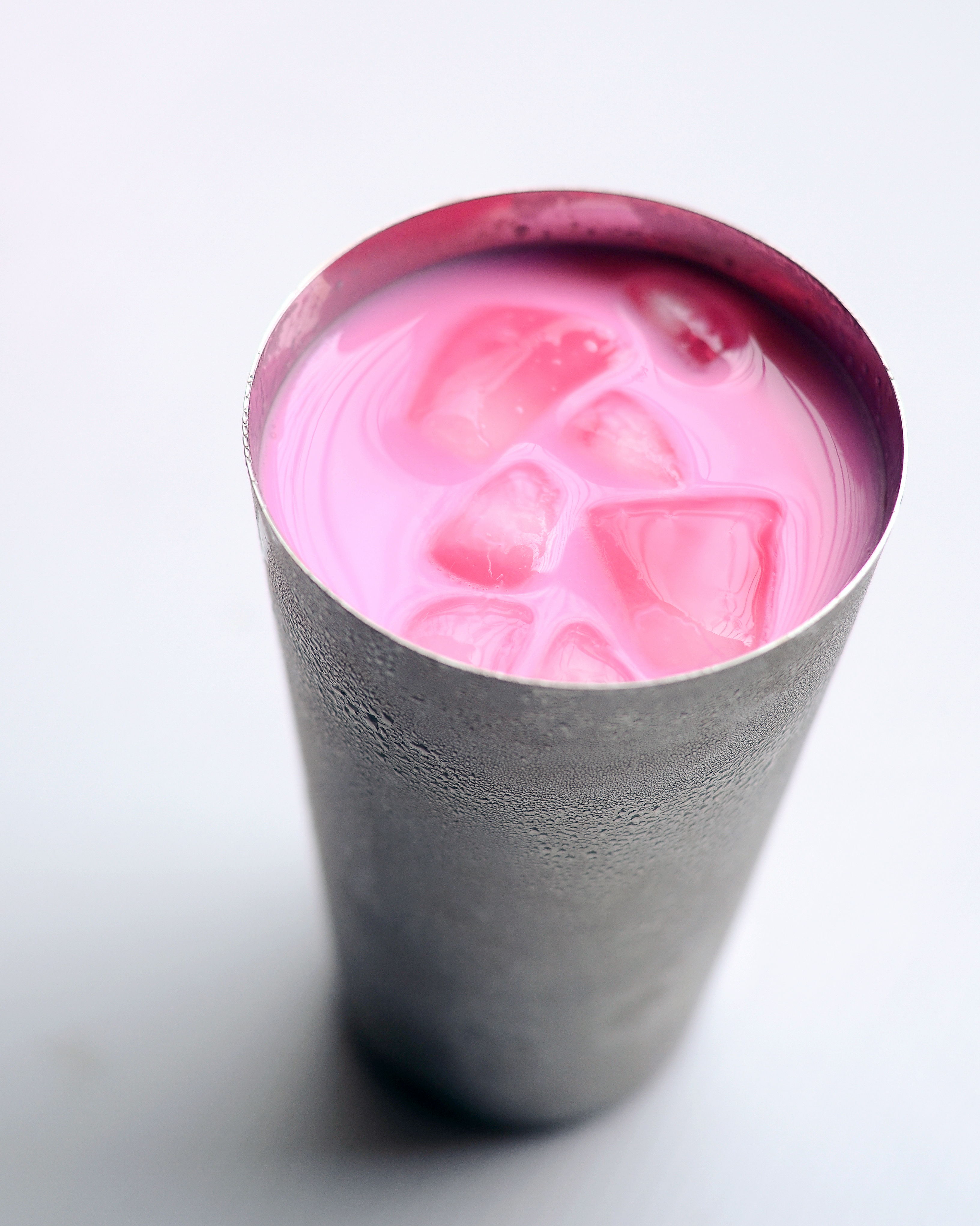
Leite de rosa

- Leite Badam – leite com sabor de amêndoa
- Leite Kesar – leite com sabor de açafrão
- Leite de rosas - Rose sharbat - leite aromatizado
- Leite Sugandha

### Bebidas à base de leite
- Ambil ou Ambli - feito com farinha de ragi e soro de leite coalhado, Maharashtra e Karnataka
- Leitelho - Lassi ou Laasi no norte da Índia, chhachh ou Chaas ou Chaah no norte da Índia, mor em Tâmil, majjiga em Telugu, majjige em Kannada e taak em Marathi
- Chai com creme – feito com variantes secas ou frescas de chá, muitas vezes com cardamomo (elaichi), canela (dalchini) ou uma mistura de especiarias, que constituem o especial masala chai, tomado especialmente durante o frio para manter o inverno relacionado problemas na baía
- Haldi doodh ou leite de cúrcuma quente
- Lassi – uma bebida popular e tradicional à base de iogurte do norte da Índia. É uma mistura de iogurte, água, especiarias e às vezes frutas.
  - Lassi tradicional (também conhecido como "lassi salgado", ou simplesmente "lassi") é uma bebida saborosa, às vezes aromatizada com cominho moído e torrado.
  - O lassi doce, no entanto, contém açúcar ou frutas, em vez de especiarias. Banarasi Lassi: Varanasi, uma das cidades proeminentes da região de Bhojpur, é conhecida pela variante do Lassi popularmente conhecida como Banarasi Lassi '. A coalhada para Banarasi Lassi é feita com leite reduzido, o que lhe confere uma textura cremosa e espessa. Em seguida, é adoçado, agitado e servido com generosa porção de Rabdi em potes de barro chamados Kulhads.[3][4]

- Mastani, Pune

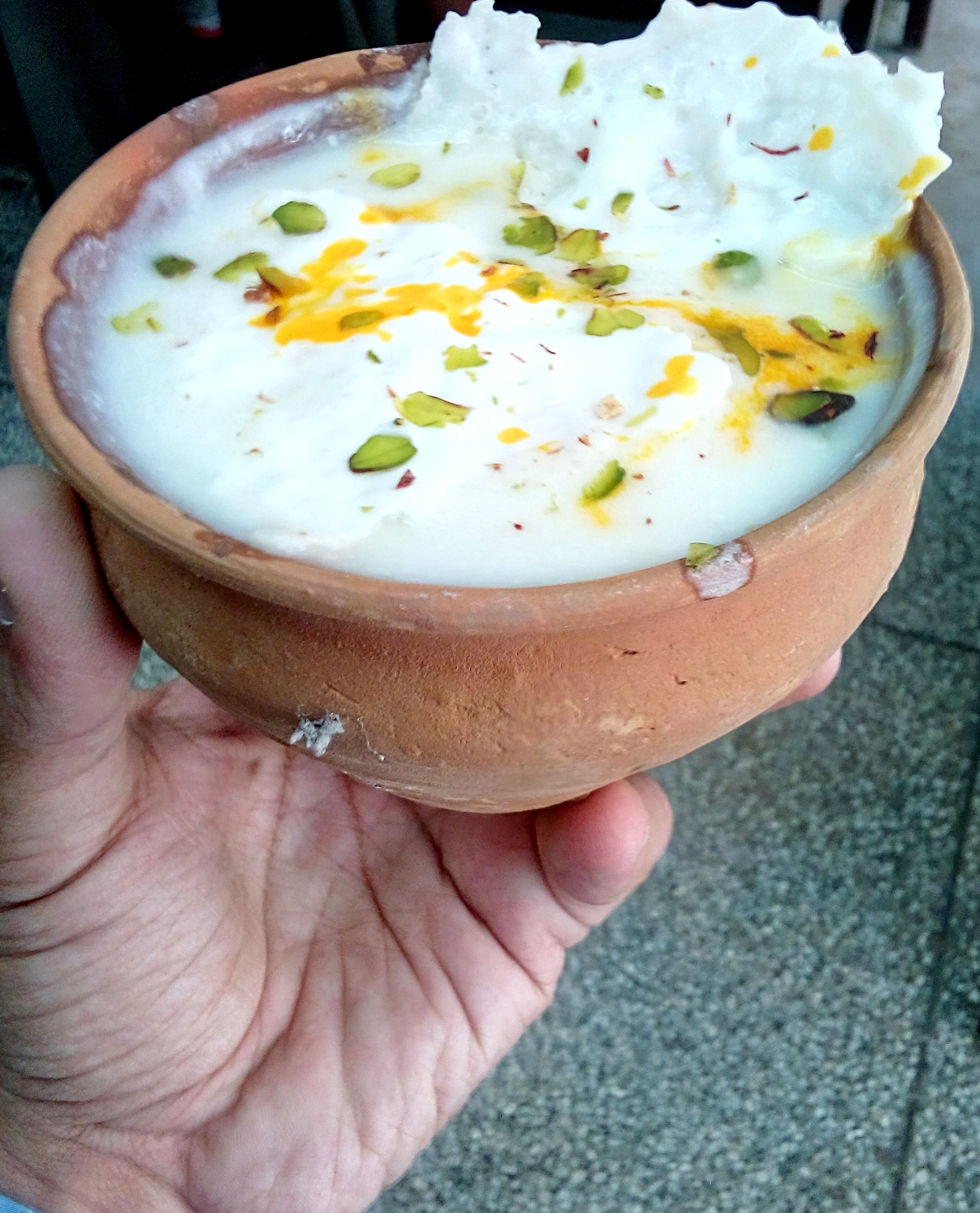
Tradicional Banarasi Lassi em um Kulhad

- Sharjah Shake – uma bebida doce e fria feita com leite, Horlicks /outros pós de malte e njalipoovan. Às vezes com sorvete, cacau em pó ou nozes.
- Sambaram – Leitelho salgado feito de leite de vaca temperado com chalota, pimenta freen, gengibre e folhas de curry de Kerala
- Thandai

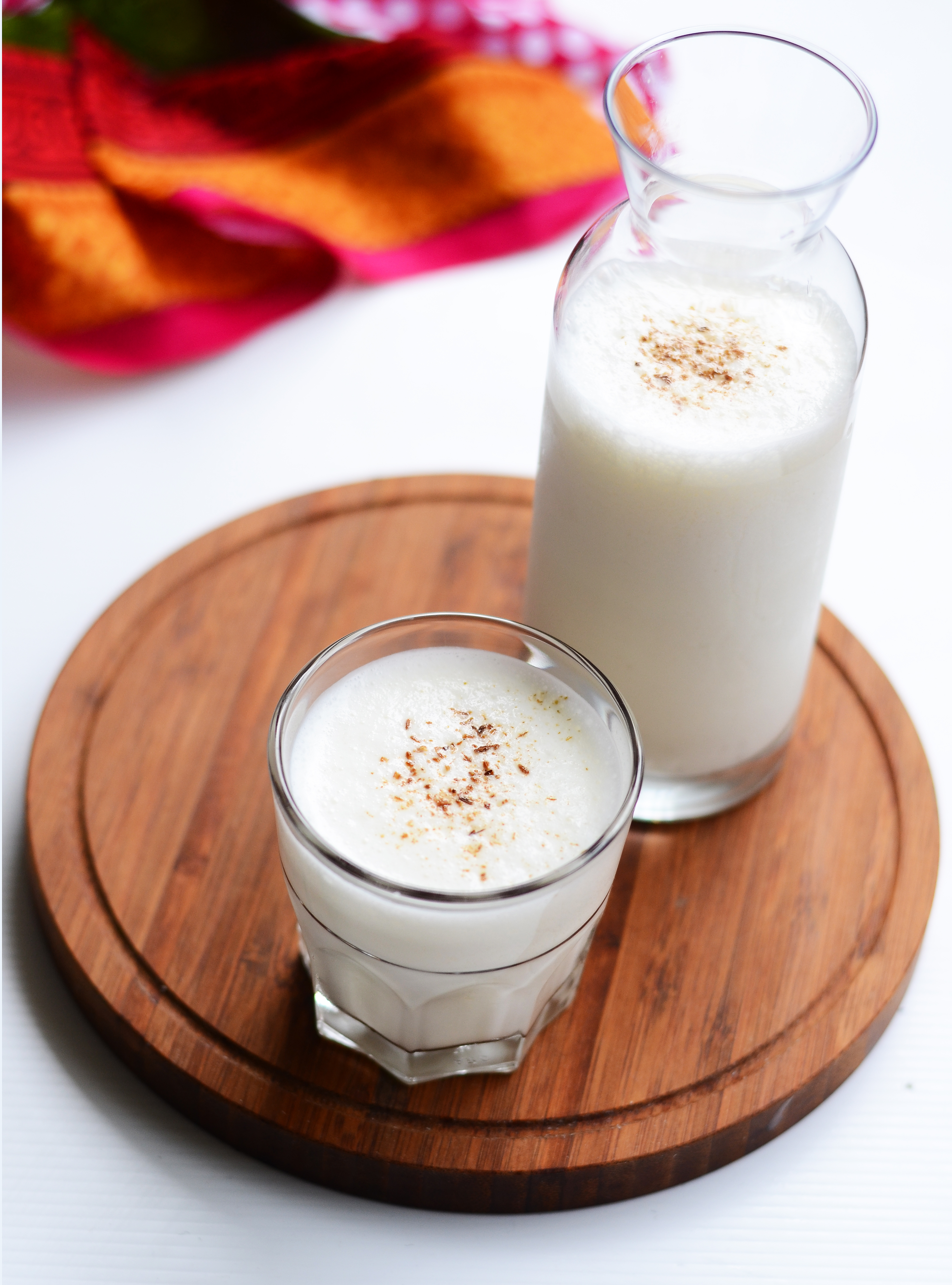
Lassi
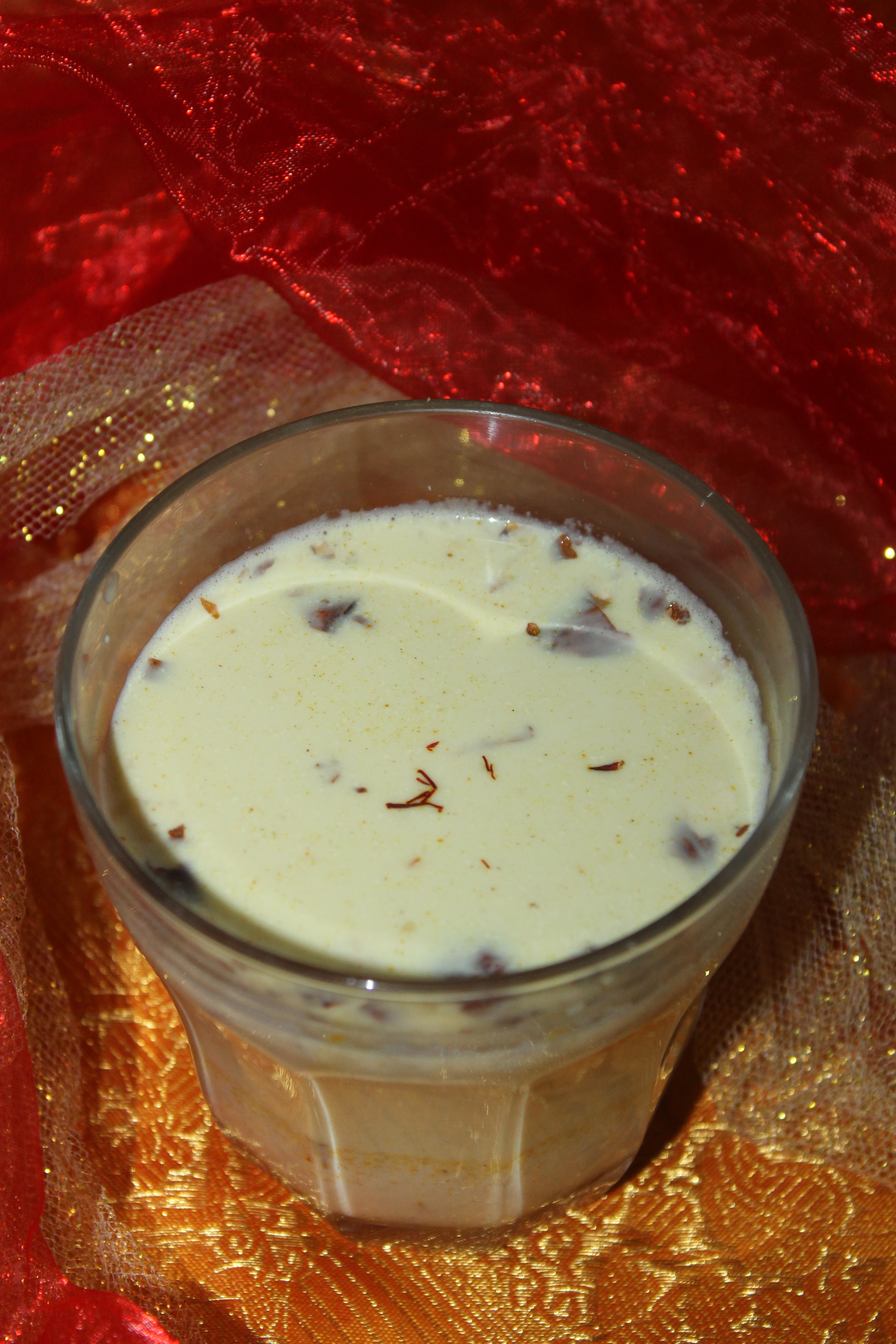
Thandai

## Bebidas quentes
Tanto o chá quanto o café contêm cafeína e tanino. Em comparação, o café tem mais cafeína e menos tanino, enquanto o chá tem mais tanino e menos cafeína.

### Café
- Café de filtro indiano – um café doce e leitoso feito com grãos de café torrados escuros (70–80%) e chicória (20–30%)
- Café instantâneo

### Chá
- Chá Assam
- Chás ayurvédicos, vários tipos de chás de ervas indianos
- Chá temi
- Chá Darjeeling
- Chá verde bálsamo
- Chá berinag
- Chá preto
- Chá verde
- Chá de sete cores
- Chai iraniano
- Chá Kangra
- Masala chai
- Chai do meio-dia
- Chá Nilgiri
- Chá de tulsi
- Chá com leite

#### Chá aromatizado
- Chá de manteiga
- Chá Elaichi ou Chá de Cardamomo
- Chá de gengibre
- Chá de limão
- Chá de Tejpatta

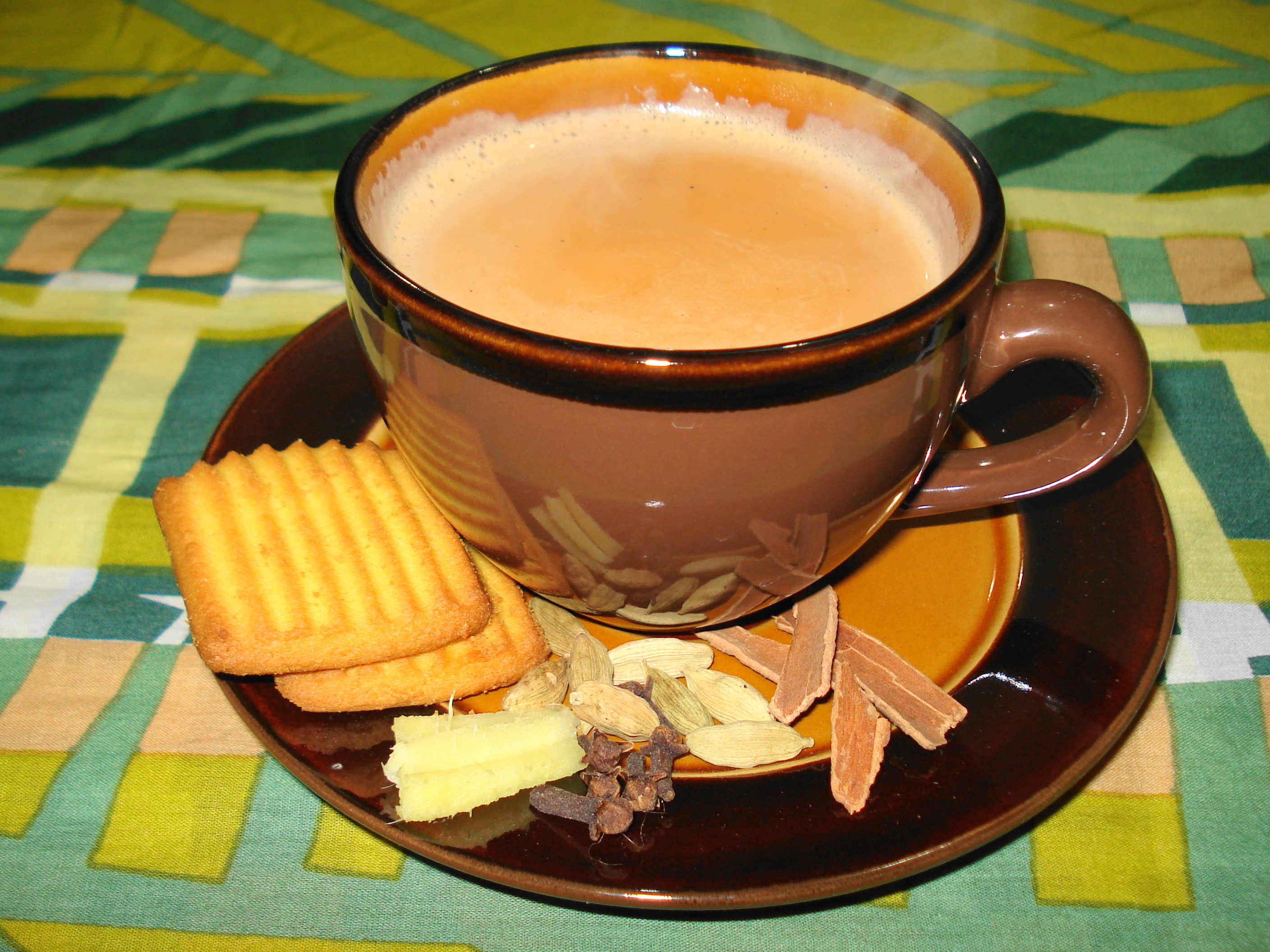
Masala chai servido com biscoitos de chá. É o tipo de chá mais popular da Índia.
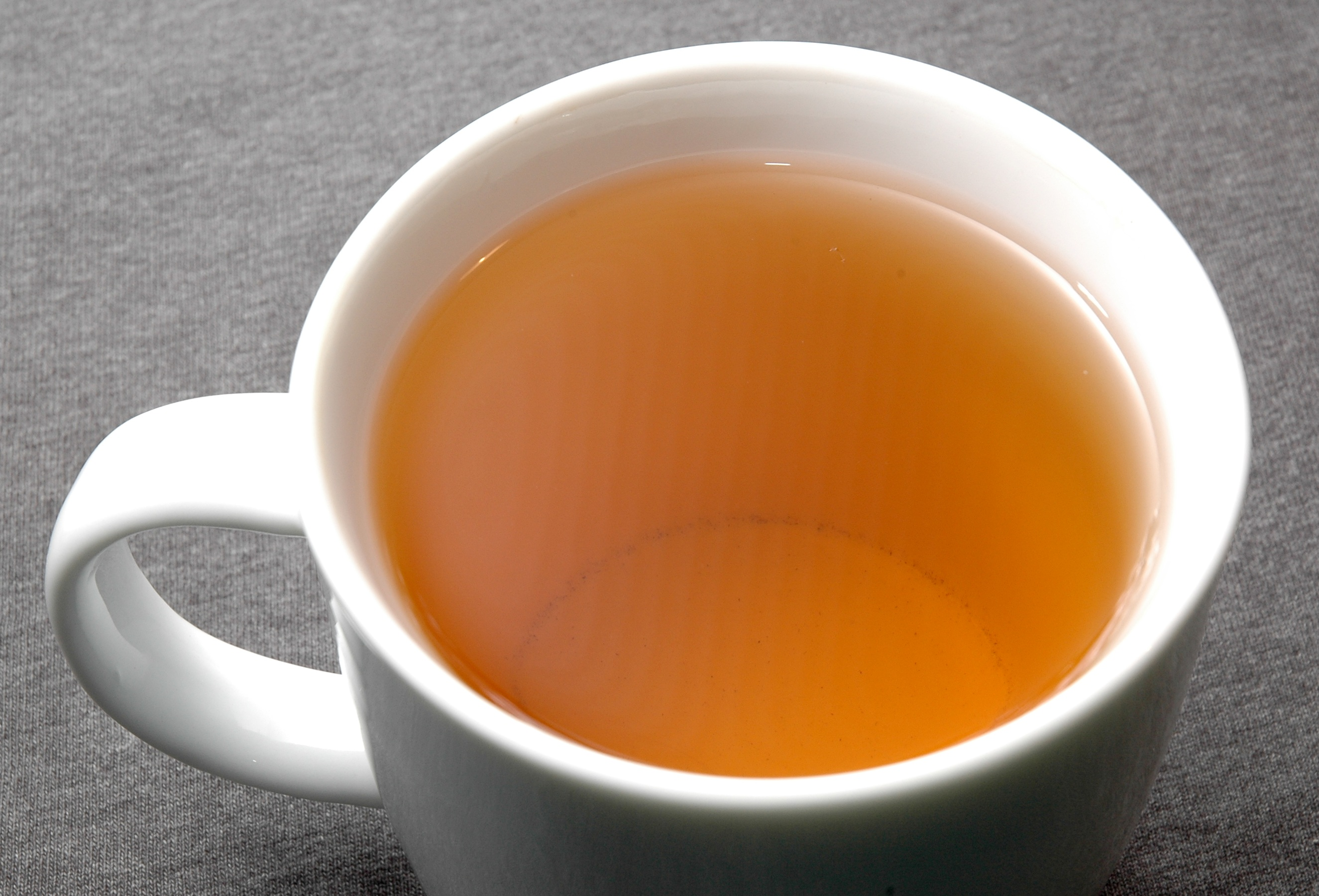
Uma xícara de chá Darjeeling.
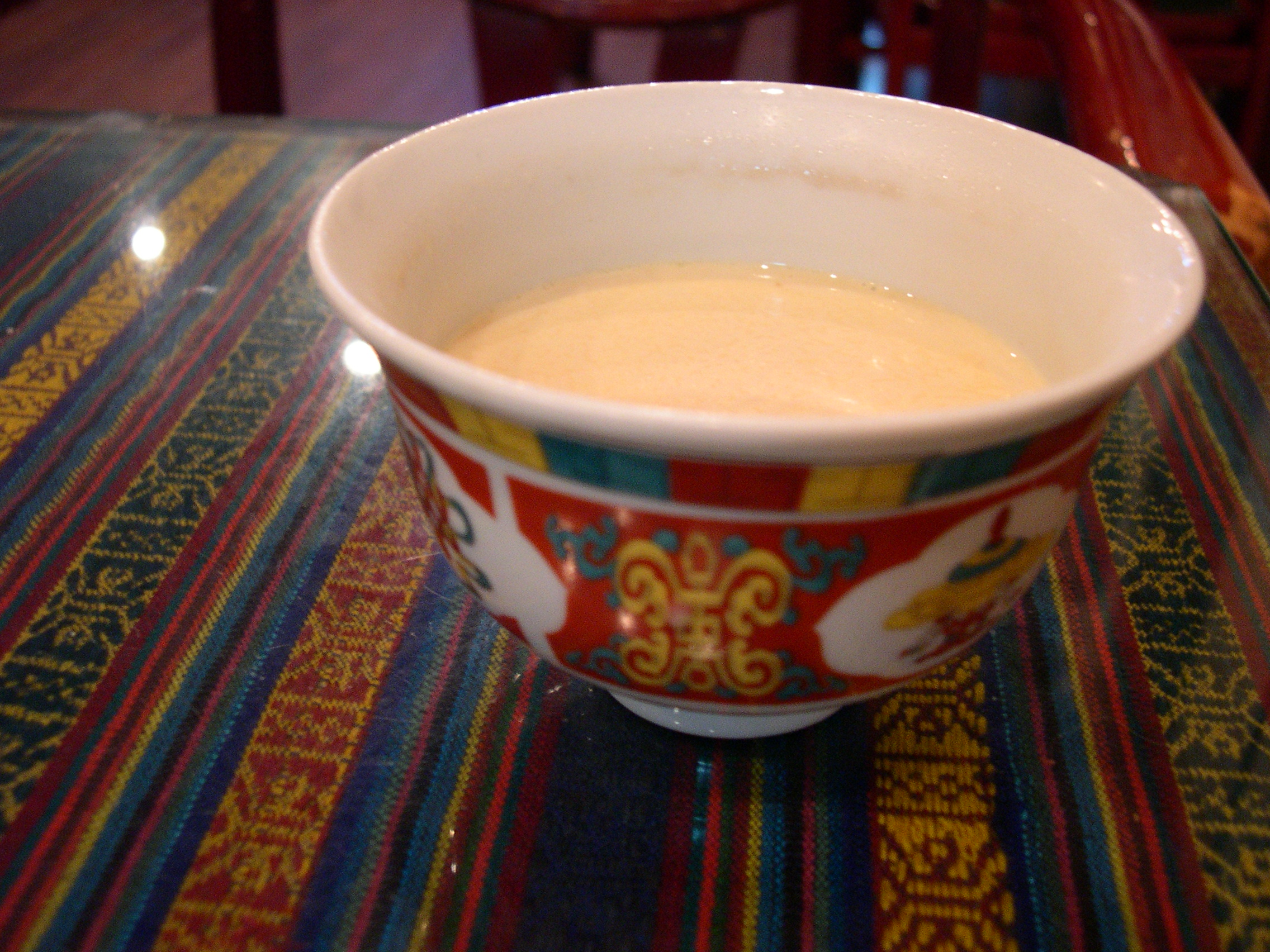
Chá de manteiga ou gur gur na língua Ladakhi, em uma tigela; popular nas regiões do Himalaia da Índia, particularmente em Ladakh, Sikkim e Arunachal Pradesh.

## Bebidas intoxicantes

### Tradicional

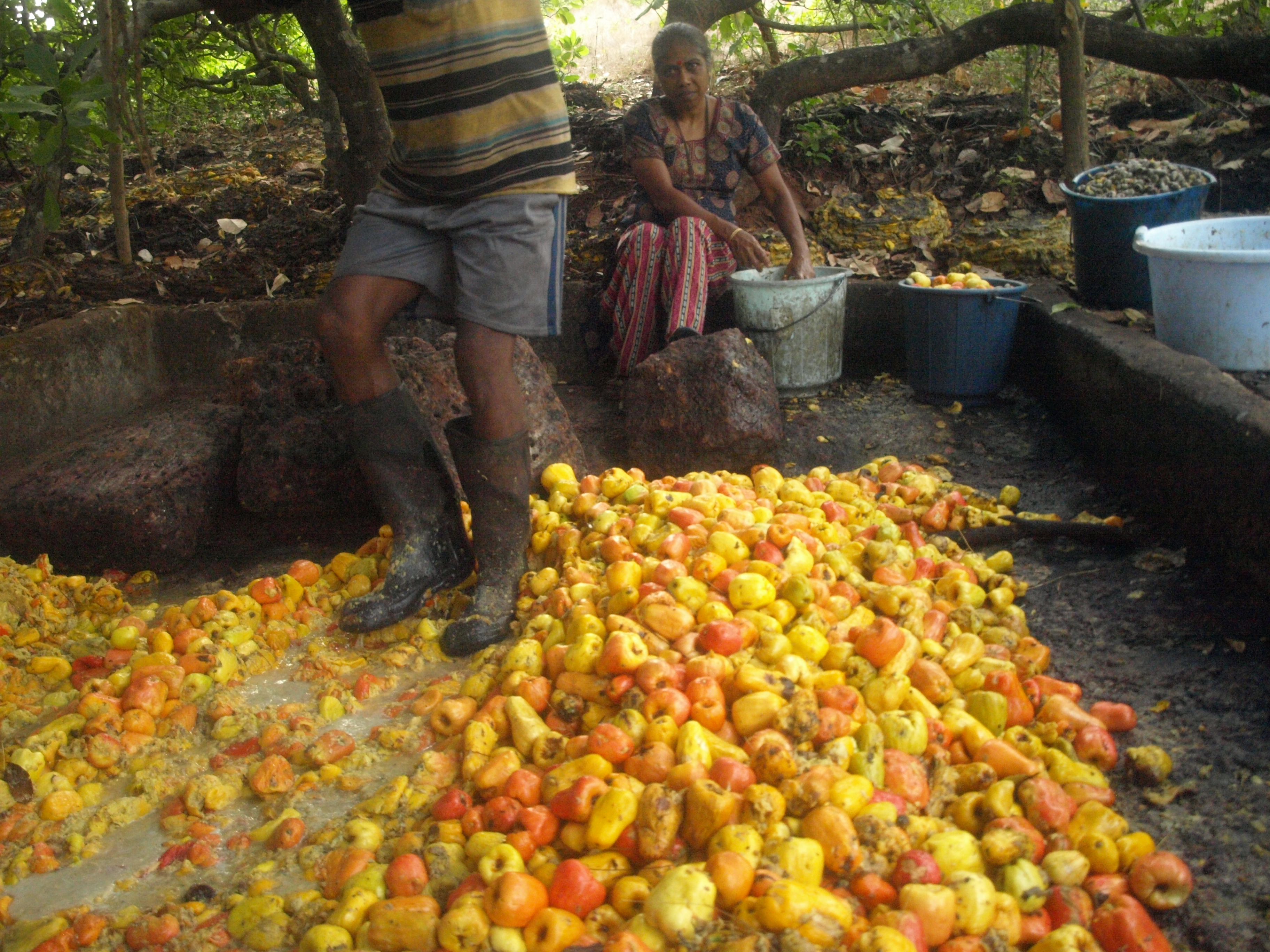
Maçãs de caju sendo esmagadas em Chorao, em Goa, para serem usadas na preparação de feni.
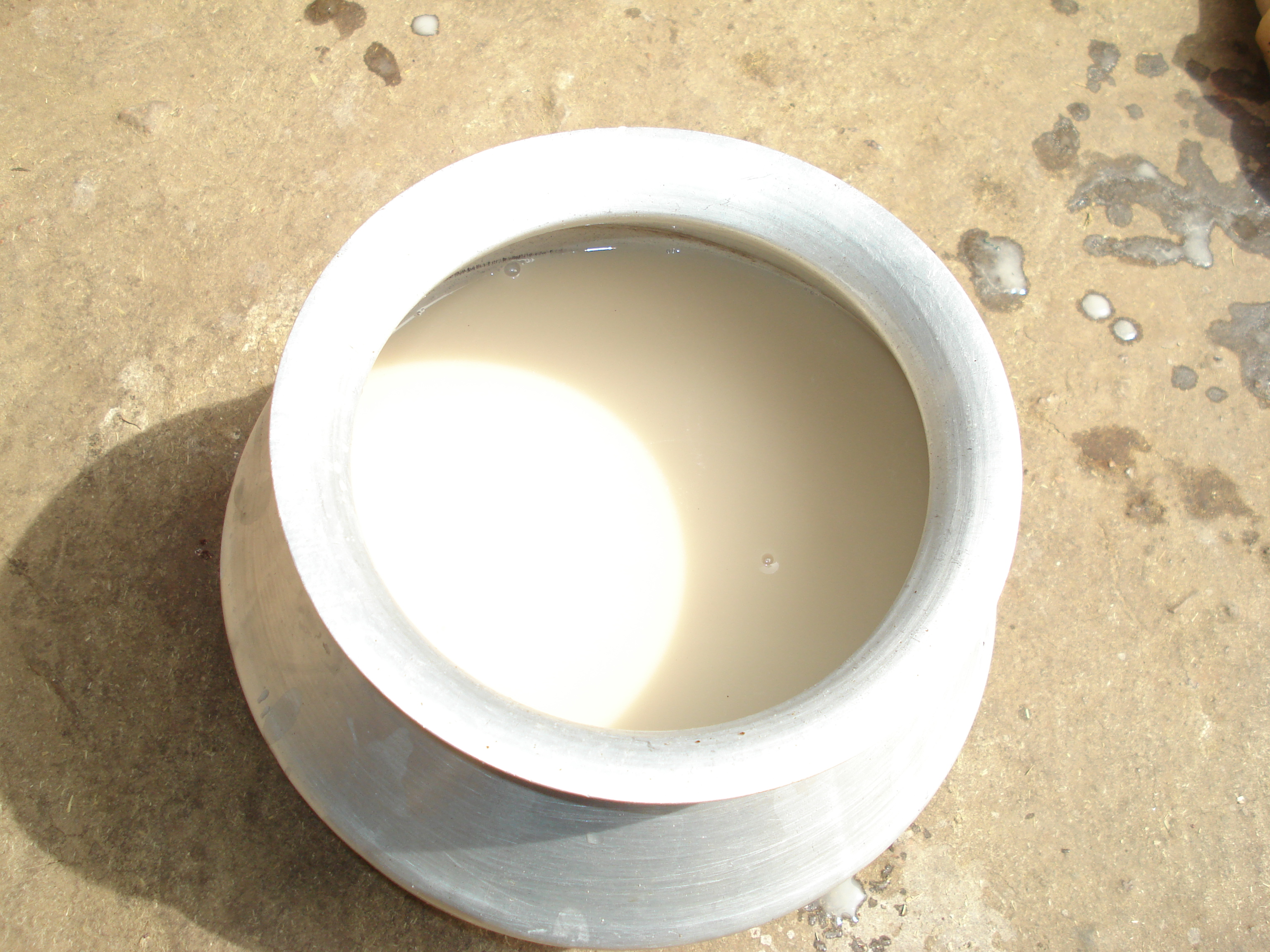
Handia é uma cerveja de arroz comumente feita pelos povos indígenas em Jharkhand, Bihar, Odisha, Madhya Pradesh e Chhattisgarh.
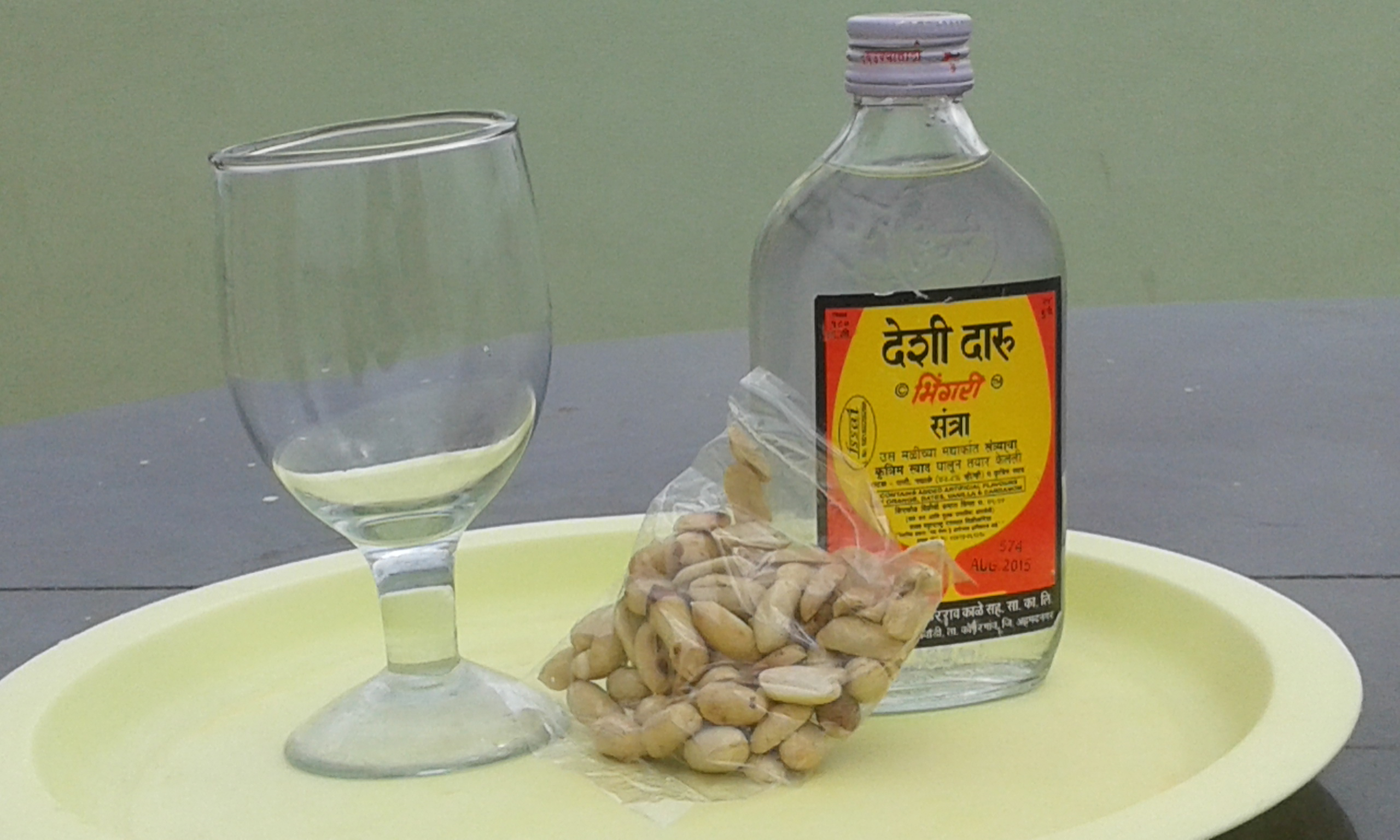
Desi daru é uma das bebidas alcoólicas industrializadas mais baratas da Índia.
Uma garrafa de licor Bangla em Chinsurah, Bengala Ocidental, Índia.

Em ordem alfabética, esta é uma lista de bebidas tradicionais nativas é a seguinte:
- Akani - seiva de palmeira de Tâmil Nadu.
- Apo - bebida tradicional de Arunachal Pradesh feita com arroz fermentado
- Arrack - destilado de uma lavagem de palmeira Jagger, ervas etc. de Kerala
- Bangla – um licor destilado feito de amido e vendido em Bengala Ocidental por fornecedores licenciados pelo governo.[5]
- Bhang thandai
- Bhang lassi - preparado com folhas e botões de planta de cannabis feminina
- Bitchi - uma bebida consumida principalmente por tribos Garo
- Chhaang ou Tongba - bebida de Sikkim feita de milho painço
- Cholai
- Chuak – uma bebida de Tripura feita com arroz, jaca e abacaxi
- Desi daru
- Feni - uma bebida alcoólica feita de caju ou coco em Goa
- Gudamaba - feita de cana-de-açúcar em Hyderabad

- Handia - cerveja de arroz popularmente consumida em Jharkhand
- Hariya
- Kaid Um – bebida em Meghalaya, consumida principalmente pelas tribos Khasi e Jaintia
- Kallu - seiva de coqueiro de Kerala
- Kodo Ko Jaanr – também conhecido como chyang, preparado a partir de milheto[6]

- Laopani (também chamado de Haanj) – feito com arroz fermentado em Assam, o extrato concentrado é chamado de Rohi.

- Lugdi - feito de arroz, Manali
- Mahua – feito de flores de mahua, Índia Central[7]

- Mandia pej - feito de pó de ragi e água velha de arroz cozido, popular em Odissa
- Manri - feito de arroz fermentado, popular em Mithila

- Pendha

- Rohi – extrato de cor amarelo pálido da bebida fermentada de arroz Laopani de Assam, geralmente servida aos ancestrais, sacerdotes ou anciãos em ocasiões especiais.

- Sekmai – do estado de Manipur; feito de arroz pegajoso.
- Sonti
- Sulai
- Sunda Kanji – feito de arroz fermentado enterrado em potes de barro ou barro cobertos com pano, vendido em Tâmil Nadu, na Índia.
- Sura

- Thaati Kallu
- Tharra
- Toddy/Tadi/Kallu (vinho de palma)
- Urrak
- Zawlaidi – popular em Mizoram feito com arroz, milheto e milho.
- Zutho – de Nagaland

### Não tradicional
Lista alfabética de bebidas não tradicionais na Índia.
- Cerveja indiana
- Conhaque indiano
- Licor estrangeiro feito na Índia
- Rum indiano
- Vodca indiana
- Uísque indiano
- Vinho indiano
- A cerveja Lion, a primeira marca de cerveja da Ásia produzida na Kasauli Brewery desde 1930, fundada por Edward Abraham Dyer,[8] pai do coronel Reginald Edward Harry Dyer, conhecido como "O Açougueiro do massacre de Jallianwala Bagh".[8][9][10][11][12][13]

- Old Monk, conhecido rum produzido desde 1954.
- Solan No. 1, o primeiro whisky de malte da Índia produzido na Cervejaria Kasauli desde 1930, que foi iniciado por Edward Abraham Dyer.